# 손해보험
손해보험(損害保險, property insurance)은 보험사고로 인해 피보험자에게 발생한 재산적 손해를 전보하는 보험의 한 종류이다. 보험자가 보험사고(保險事故)로 인하여 생길 피보험자의 손해를 보상할 것을 약정하고 이에 대하여 보험계약자는 보험료를 지급할 것을 약정하는 계약을 손해보험계약이라 한다(638조, 665조). 손해보험은 재산적인 손해를 보상할 것을 목적으로 하므로 피보험자의 생사에 관하여 손해유무를 불문하고 일정한 금액을 지급할 것을 목적으로 하는 생명보험과 다르다. 보험사고는 폭풍우와 같은 자연력(自然力)에 의하여 발생하는 경우와 방화·절도와 같이 사람의 행위로 인하여 발생하는 경우가 있다. 손해는 피보험자가 입는 경제상의 불이익을 말하고 건물의 소실과 같은 직접손해는 물론이고 얻을 수 있었을 이익(利益)의 상실과 같은 간접손해도 포함한다. 보험자로부터 전보(塡補)받는 금액은 보험금액의 한도 내에서 현실로 발생한 손해의 총액이므로 일정한 금액을 전보받는 생명보험과도 다른 점이다. 손해보험에 있어서는 손해를 받을 염려가 있는 이익 즉 피보험이익(被保險利益)이 있어야 한다. 손해보험은 보험사고의 종류에 따라 화재보험(683조 이하)·운송보험(688조 이하)·해상보험(693조 이하)·책임보험(719조 이하)으로 분류한다.

## 통지의무
피보험자가 보험의 목적을 양도한 때에는 양도인 또는 양수인은 지체없이 보험자에 대하여 그 사실을 통지하여야 한다(대항요건).

## 관련조문
제665조 (손해보험자의 책임)
손해보험계약의 보험자는 보험사고로 인하여 생길 피보험자의 재산상의 손해를 보상할 책임이 있다.

제666조 (손해보험증권)

손해보험증권에는 다음의 사항을 기재하고 보험자가 기명날인 또는 서명하여야 한다.

1. 보험목적

2. 보험사고의 성질

3. 보험금액

4. 보험료와 그 지급방법

5. 보험기간을 정한 때에는 그 시기와 종기

6. 무효와 실권의 사유

7. 보험계약자의 주소와 성명 또는 상호

8. 보험계약의 연월일

9. 보험증권의 작성지와 그 작성연월일

## 손해보험의 요소

### 피보험이익
손해보험에서 “보험사고가 발생함으로써 피보험자가 손해를 입을 염려가 있는 경제적 이익” 이라고 정의 된다. 즉, 보험사고가 발생하지 않는데 대하여 피보험자가 갖는 경제적 이익을 의미한다. 피보험이익의 의미는 ① 화폐단위로 환산하면 보험가액이 된다. ② 화재보험에 붙여진 건물이 도로부지에 편입되어 수용, 철거된 때에는 피보험 이익이 소멸하므로 화재보험계약도 무효가 된다. ③ 보험계약의 동일성을 판단하는 표준 : 특정 건물에 대하여 소유권자와 저당권자가 각각 화재보험계약을 체결하였다 하더라도 양자의 피보험이익이 다른 이상 두 개의 보험계약은 중복보험(제672조)에 해당하지 않는다.

### 보험가액과 보험금액
보험가액이란 손해보험에 있어서 피보험이익의 금전적 평가액을 말한다. (ex, 건물의 가액) 보험금액이란 보험사고가 발생하면 보험자가 지급하기로 보험계약에서 약정한 금액이다.

### 보험가액과 보험금액의 관계
보험가액과 보험금액이 일치하는 보험계약을 전부보험, 보험가액보다 보험금액이 현저히 초과하는 경우를 초과보험, 보험가액보다 보험금액이 적은 경우를 일부보험이라 한다.

## 같이 보기
- 생명보험
- 상해보험

## 참고 문헌
- 이기수∙최병규∙김인현, 『보험∙해상법』, 박영사, 2008. ISBN 978-89-10-51521-0